# Simulium lingziense
Simulium lingziense es una especie de insecto del género Simulium, familia Simuliidae, orden Diptera.
Fue descrita científicamente por Deng, Zhang & Chen, 1995.